# North American X-15
North American X-15 là một loại máy bay động cơ rocket của Không quân Hoa Kỳ và NASA. X-15 đạt vận tốc và độ cao kỷ lục vào đầu thập niên 1960.

## Tính năng kỹ chiến thuật (X-15)
Đặc điểm tổng quát
- Kíp lái: 1
- Chiều dài: 50 ft 9 in (15,45 m)
- Sải cánh: 22 ft 4 in (6,8 m)
- Chiều cao: 13 ft 6 in (4,12 m)
- Diện tích cánh: 200 ft2 (18,6 m²)
- Trọng lượng rỗng: 14.600 lb (6.620 kg)
- Trọng lượng có tải: 34.000 lb (15.420 kg)
- Trọng lượng cất cánh tối đa: 34.000 lb (15.420 kg)
- Động cơ: 1 × Thiokol XLR99-RM-2 , 70.400 lbf ở 30 km (313 kN)

 Hiệu suất bay 
- Vận tốc cực đại: Mach 6.72 (4.520 mph, 7.274 km/h)
- Tầm bay: 280 mi (450 km)
- Trần bay: 67 mi (108 km, 354.330 ft)
- Vận tốc lên cao: 60.000 ft/phút (18.288 m/phút)
- Tải trên cánh: 170 lb/ft2 (829 kg/m²)
- Lực đẩy/trọng lượng: 2,07